# Oberkommando der Wehrmacht
Das Oberkommando der Wehrmacht (OKW) zählte mit dem Oberkommando des Heeres (OKH), dem Oberkommando der Marine (OKM) und dem Oberkommando der Luftwaffe (OKL) zu den höchsten Stabsorganisationen der Wehrmacht. Das OKW und die Oberkommandos der drei Teilstreitkräfte (damals Wehrmachtteile genannt) übernahmen in ihrem jeweiligen Zuständigkeitsbereich Planungsaufgaben. Sie waren dem Obersten Befehlshaber der Wehrmacht, Adolf Hitler, unterstellt. Einen Befehlsweg vom OKW zu den anderen Oberkommandos, die über eigene Generalstäbe verfügten, gab es nicht.
Der Hauptsitz des OKW war in Wünsdorf bei Zossen in der Bunkeranlage „Maybach II“, südlich von Berlin. Am jeweiligen Standort des Führerhauptquartiers gab es eine Feldstaffel.
Am 20. April 1945 verlegte das OKW seinen Sitz für drei Tage nach Wannsee, um anschließend den Sitz schrittweise über Krampnitz, Neuroofen, Dobbin, Wismar, Neustadt in Holstein zum 3. Mai 1945 in den Sonderbereich Mürwik zu verlegen, wo sich die letzte Reichsregierung und mit ihr Hitlers Nachfolger als Oberbefehlshaber, Karl Dönitz, aufhielt.

## Gründung
Adolf Hitler nutzte die Blomberg-Fritsch-Krise Anfang 1938, die mit der Demission von Reichswehrminister Werner von Blomberg endete, um die Führungsspitze der Wehrmacht stärker auf seine Person und die NSDAP zu verpflichten. Er übernahm selbst die Funktion des Reichskriegsministers und Oberbefehlshabers und gliederte das Wehrmachtamt um zum „Oberkommando der Wehrmacht“ in der Funktion eines militärischen Generalstabs. An seine Spitze setzte er die ihm treu ergebenen Generäle Wilhelm Keitel und Alfred Jodl. Gleichzeitig erhielt das Heer mit Walther von Brauchitsch einen neuen Oberbefehlshaber, der direkten Zugang zu Hitler erhielt. Weitere sechzehn Generäle wurden von ihren Kommandostellen abgelöst. Weil die Oberbefehlshaber aller Teilstreitkräfte Vortragsrecht bei Hitler erhielten, konnte Keitel nicht mehr die Belange der Wehrmacht als Ganzes vertreten. Keitel konnte nur partiell und nur insoweit die Funktionen des stellvertretenden Kriegsministers übernehmen, wie es die Oberbefehlshaber der Teilstreitkräfte Heer, Kriegsmarine und Luftwaffe zuließen.
Die rechtliche Grundlage wurde am 4. Februar 1938 mit einem Führererlass geschaffen. Darin heißt es:

„Erlaß über die Führung der Wehrmacht
vom 4. Februar 1938.
Die Befehlsgewalt über die gesamte Wehrmacht übe ich von jetzt an unmittelbar persönlich aus.
Das bisherige Wehrmachtamt im Reichskriegsministerium tritt mit seinen Aufgaben als „Oberkommando der Wehrmacht“ und als mein militärischer Stab unmittelbar unter meinen Befehl.
An der Spitze des Stabes des Oberkommandos der Wehrmacht steht der bisherige Chef des Wehrmachtamts als „Chef des Oberkommandos der Wehrmacht“. Er ist im Range den Reichsministern gleichgestellt.
Das Oberkommando der Wehrmacht nimmt zugleich die Geschäfte des Reichskriegsministeriums wahr, der Chef des Oberkommandos der Wehrmacht übt in meinem Auftrage die bisher dem Reichskriegsminister zustehenden Befugnisse aus.
Dem Oberkommando der Wehrmacht obliegt im Frieden nach meinen Weisungen die einheitliche Vorbereitung der Reichsverteidigung auf allen Gebieten.
Berlin, den 4. Februar 1938“

## Gliederung zum 1. September 1939

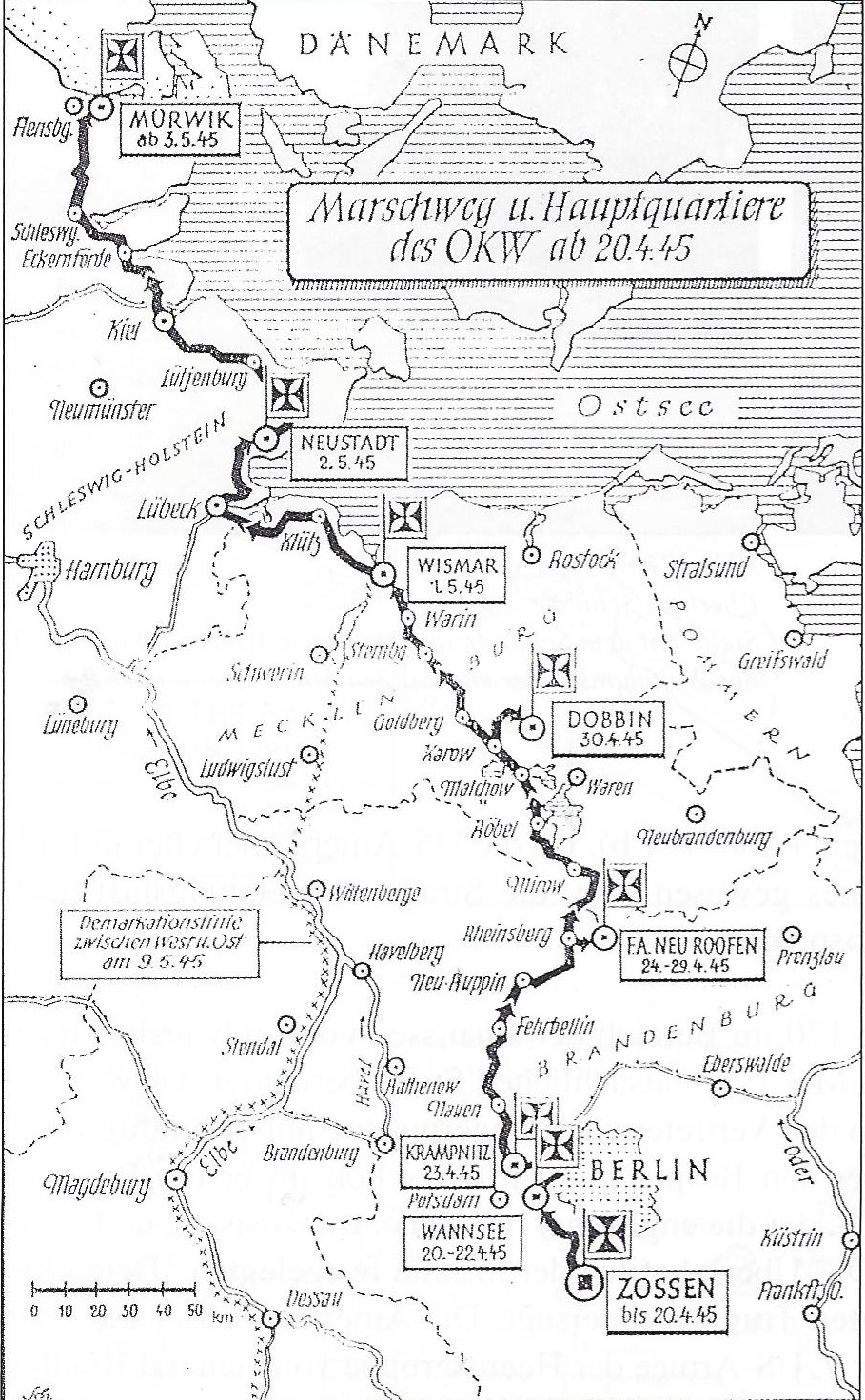
Schrittweiser Rückzug des OKW Richtung Norden und letztlich nach Mürwik (1945)

Das OKW gliederte sich in sechs Ämter und die Adjutantur beim Führer und den Obersten Befehlshaber der Wehrmacht:
- Amtsgruppe Allgemeines Wehrmachtamt (AWA) (Chef: 1939–1945 General der Infanterie Hermann Reinecke)
  - Abteilung Inland
  - Allgemeine Abteilung
  - Wehrmachtfürsorge- und -versorgungsabteilung
  - Wehrmachtfachschulunterricht
  - Wissenschaft
  - Wehrmachtverwaltungsabteilung
  - General zu besonderen Verfügung für Kriegsgefangenenwesen
  - Abteilung Wehrmachtverlustwesen (WVW)
    - Wehrmachtauskunftstelle für Kriegerverluste und Kriegsgefangene (WaSt)

- Amt Ausland/Abwehr (militärische Spionage) (Chef: 1. September 1939 bis 12. Februar 1944 Admiral Wilhelm Canaris; 13. Februar bis 1. Juni 1944 Oberst i. G. Georg Hansen, danach aufgelöst)
  - Chef des Stabes
  - Zentralabteilung (Chef: 1. September 1939 bis Januar 1944 Generalmajor Hans Oster, Januar bis Juni 1944 Oberst Jacobsen)
  - Abteilung Ausland (Chef: 1. September 1939 bis 30. Juni 1944 Vizeadmiral Leopold Bürkner, danach dem Wehrmachtführungsstab unterstellt)
    - Gruppe I: Außen- und Wehrpolitik
    - Gruppe II: Beziehung zu fremden Wehrmächten
    - Gruppe III: Fremde Wehrmachten, Meldesammelstelle des OKW
    - Gruppe IV: Etappenorganisation der Kriegsmarine
    - Gruppe V: Auslandspresse
    - Gruppe VI: Militärische Untersuchungsstelle für Kriegsvölkerrecht
    - Gruppe VII: Kolonialfragen
    - Gruppe VIII: Wehrauswertung

  - Abteilung Abwehr I (Nachrichtenbeschaffung; Chef: 1. September 1939 bis März 1943 Oberst Hans Piekenbrock, März 1943 bis Februar 1944 Oberst Georg Hansen, danach als Militärisches Amt in das Reichssicherheitshauptamt eingegliedert)
    - Gruppe H: Geheimer Meldedienst Heer
    - Gruppe M: Geheimer Meldedienst Marine
    - Gruppe L: Geheimer Meldedienst Luftwaffe
    - Gruppe G: Technische Arbeitsmittel
    - Gruppe wi: Geheimer Meldedienst Wirtschaft
    - Gruppe P: Presseauswertung
    - Gruppe i: Funknetz Abwehr Funkstelle

  - Abteilung Abwehr II (Sonderdienst; Chef: 1. September 1939 bis Juli 1943 Oberst Erwin von Lahousen, Juli 1943 bis Juni 1944 Oberst Wessel Freiherr von Freytag-Loringhoven, danach als Militärisches Amt in das Reichssicherheitshauptamt eingegliedert)
    - Gruppe I: nationale Minderheiten und Opposition in Feindstaaten
    - Gruppe II: Sondermaßnahmen

  - Abteilung Abwehr III (Chef: 1. September 1939 bis August 1943 Oberst Franz Eccard von Bentivegni, August bis 20. September 1943 Oberst Heinrich, 20. September 1943 bis März 1944 Oberst Franz Eccard von Bentivegni, danach aufgelöst)
    - Führungsgruppe W: Abwehr in der Wehrmacht
    - Gruppe Wi: Abwehr Wirtschaft
    - Gruppe C: Abwehr Inland
    - Gruppe F: Abwehr Ausland
    - Gruppe D: Sonderdienst
    - Gruppe S: Sabotageabwehr
    - Gruppe G: Gutachten
    - Gruppe Z: Zentralarchiv

  - Auslands(telegramm)prüfstellen
    - Gruppe I: Sortierung
    - Gruppe II: Chemische Untersuchung
    - Gruppe III: Privatbriefe
    - Gruppe IV: Handelsbriefe
    - Gruppe V: Feldpostbriefe
    - Gruppe VI: Kriegsgefangenenbriefe
    - Gruppe VII: Zentralkartei
    - Gruppe VIII: Auswertung
    - Gruppe IX: Kriegsgefangenen-Brief-Auswertung

- Wehrmacht-Führungsamt (ab 1940 Wehrmachtführungsstab) (Chef: 1. September 1939 bis 8. Mai 1945 Generaloberst Alfred Jodl)
  - Abteilung Landesverteidigung + stellv. Chef WFSt (Chef: 1. September 1939 bis 6. September 1944 Generalmajor/Generalleutnant/General der Artillerie Walter Warlimont, 6. September bis 30. November 1944 Generalmajor Horst Freiherr Treusch von Buttlar-Brandenfels, 1. Dezember 1944 bis 23. April 1945 General der Gebirgstruppe August Winter, 23. April bis 8. Mai 1945 Oberstleutnant Kleyser)
  - Abteilung für Wehrmachtpropaganda (Chef: 1. September 1939 bis 8. Mai 1945 Generalmajor Hasso von Wedel)
  - Heeresstab (Chef: 15. Februar 1942 bis 8. Mai 1945 General der Infanterie Walter Buhle)
  - Inspekteur der Wehrmachtnachrichtenverbände

- Wehrmacht-Zentral-Abteilung
  - Gruppe I Mobile Gruppe
  - Gruppe II Personalgruppe
  - Gruppe III Allgemeines
  - Referat IV Personalangelegenheiten
  - Registratur
  - Verwaltungsreferat
  - Bürodirektor des OKW
  - Bücherei des OKW
  - Stabsquartier des OKW

- Wehrwirtschafts- und Rüstungsamt
  - Wehrwirtschaftliche Abteilung
  - Rüstungswirtschaftliche Abteilung
  - Rohstoffabteilung
  - Abteilung Vertrags- und Preisprüfwesen

- Justizdienststelle beim Chef des OKW mit Wehrmacht-Rechtsabteilung (WR) – Leiter 1938–1945: Ministerialdirektor Rudolf Lehmann, dort auch die Wehrmacht-Untersuchungsstelle (WUSt)
  - Gruppe I Wehrstrafrecht
  - Gruppe II Völkerrecht
  - Gruppe III öffentliches und privates Recht

Außerdem waren das Reichskriegsgericht und das Reichsfürsorge- und Versorgungsgericht dem OKW organisatorisch zugeordnet. Ab 1942 kamen ferner der Stab z. b. V. unter General der Infanterie Walter von Unruh sowie am 17. Mai 1942 der Beauftragte des Führers für die militärische Geschichtsschreibung Walter Scherff hinzu.

## Einzelne Erlasse
Die später rechtfertigend Partisanenbekämpfung genannte massenhafte Ermordung von Zivilisten und Kombattanten ohne Rechtsgrundlage wurde in ihrem Kern durch den Kriegsgerichtsbarkeitserlass Hitlers, der am 13. Mai 1941 von Wilhelm Keitel unterzeichnet wurde, vorbereitet. Einsatzgruppen der Sicherheitspolizei und des SD verübten mit Wissen und Hilfe der Wehrmacht zahlreiche Massaker an der Zivilbevölkerung bei der Bekämpfung tatsächlicher oder vermeintlicher Partisanen oder von Personen, die als solche deklariert wurden, oder von als Geiseln bezeichneten Gefangenen. Dabei wurden in der Sowjetunion etwa eine halbe Million Menschen umgebracht. Der Erlass beschreibt, dass Freischärler „durch die Truppe im Kampf oder auf der Flucht schonungslos zu erledigen“ seien, auch „alle anderen Angriffe feindlicher Zivilpersonen […] auf der Stelle mit den äußersten Mitteln bis zur Vernichtung des Angreifers niederzumachen“ seien. Bis zum Kriegsgerichtsbarkeitserlass waren in den deutschen Vorschriften und Gesetzen gegen Freischärler kriegsgerichtliche Verfahren vorgesehen. Dieser Erlass ermöglichte eines der größten Verbrechen der Wehrmacht, wobei unter dem Vorwand der Partisanenbekämpfung (damaliger Begriff Bandenkampf) ein völkerrechtswidriger Vernichtungskrieg geführt wurde.
Weitere siehe unter Verbrecherische Befehle (in: Verbrechen der Wehrmacht, genannt werden dort Kommissarbefehl, Sühnebefehl, Nacht- und Nebelerlass, Kommandobefehl (18. Oktober 1942), Kugel-Erlass)

## Verurteilungen wegen Kriegsverbrechen und Verbrechen gegen die Menschlichkeit

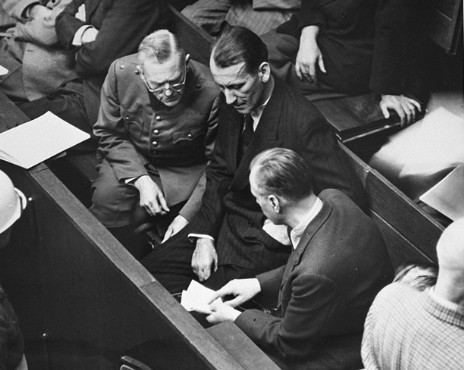
Wilhelm Keitel mit Ernst Kaltenbrunner und Alfred Rosenberg auf der Anklagebank während des Nürnberger Hauptkriegsverbrecherprozesses

Das Oberkommando der Wehrmacht wurde zum Ende des Krieges in den Sonderbereich Mürwik verlegt, wo seine Mitglieder am 23. Mai 1945 verhaftet wurden. Der Generalstab und das Oberkommando der Wehrmacht wurden anschließend im Nürnberger Prozess gegen die Hauptkriegsverbrecher zwar als Organisationen angeklagt, konnten aber aus formalen Gründen nicht, wie etwa die Waffen-SS, als verbrecherische Organisation verurteilt werden. Das Gericht empfahl, den Mitgliedern einzeln den Prozess zu machen, da es häufige personelle Fluktuationen in Generalstab und OKW gegeben hatte. Wilhelm Keitel und Alfred Jodl wurden aufgrund individueller Anklagen für schuldig befunden und zum Tode verurteilt.
Im Nürnberger Folgeprozess wurden dann vor dem amerikanischen Militärgericht in Nürnberg (Prozess Oberkommando der Wehrmacht) OKW-Generäle und Oberbefehlshaber von Armee- und Heeresgruppen individuell angeklagt und verurteilt. Zentrale Anklagepunkte waren u. a. die Weitergabe verbrecherischer Befehle wie des Kommissarbefehls, des Sühnebefehls, des Kommandobefehls, des Nacht-und-Nebel-Erlasses, des Kugel-Erlasses, die Ermordung von Kriegsgefangenen, die Verschleppung von Zivilisten zur Zwangsarbeit und die Beteiligung am Holocaust. Elf Angeklagte wurden zu Haftstrafen zwischen drei Jahren und lebenslänglich verurteilt, zwei wurden freigesprochen.

## Kriegstagebücher
Die Kriegstagebücher des OKW wurden von 1940 bis 1945 von der Abteilung Landesverteidigung im Wehrmachtführungsstab geführt. Darin werden die Strategien, Schlachten, Truppenbewegungen, Frontverläufe, Kriegsziele und -pläne sowie Lageeinschätzungen der obersten Wehrmachtführung beschrieben. Schriftführer des KTB/OKW waren Helmuth Greiner (bis 1943) und Percy Ernst Schramm.
Von 1961 bis 1965 wurden die Kriegstagebücher des Oberkommandos der Wehrmacht nach Bearbeitung durch Historiker und im Auftrag des Arbeitskreises für Wehrforschung in vier Bänden im Bernard & Graefe Verlag für Wehrwesen, Frankfurt am Main, herausgegeben:
- Hans-Adolf Jacobsen: Band I (1965): 1. August 1940 bis 31. Dezember 1941
- Andreas Hillgruber: Band II (1963): 1. Januar bis 31. Dezember 1942
- Walther Hubatsch: Band III (1963): 1. Januar bis 31. Dezember 1943
- Percy Ernst Schramm: Band IV (1961): 1. Januar 1944 bis 22. Mai 1945

## Ausgaben
Erstausgabe
- Hans-Adolf Jacobsen u. a. (Hrsg.): Kriegstagebuch des Oberkommandos der Wehrmacht (Wehrmachtführungsstab). 4 Bände. Bernard & Graefe, Verlag für Wehrwesen, Frankfurt am Main 1963–1965 (und mehrere Nachdrucke).

Studienausgabe
- Hans-Adolf Jacobsen u. a. (Hrsg.): Kriegstagebuch des Oberkommandos der Wehrmacht (Wehrmachtführungsstab). 8 Bände. Bechtermünz, Augsburg 2002, ISBN 3-8289-0525-0.

Bei der Originalausgabe bestehen die Bände II bis IV jeweils aus zwei Teilbänden; bei der Studienausgabe ist auch der I. Band in zwei Teilbände aufgeteilt, die dann neu durchnummeriert wurden als Band 1 bis 8.